# Miniature arabe

Caravane de pèlerins, manuscrit des Maqâmât d'Harîrî Schefer.

La miniature arabe désigne l'art d'illustrer les livres dans le monde arabe. Après quelques rares créations au XIe siècle, cet art se développe pleinement en Al-Andalus, en Égypte et en Irak à la fin du XIIe siècle mais surtout au cours du XIIIe siècle et développe un style propre. La miniature arabe disparait rapidement et presque totalement à la fin du XIVe siècle avec l'extension de l'empire ottoman dans cette région du monde.

## Les origines de la miniature arabe

### Le premier manuscrit

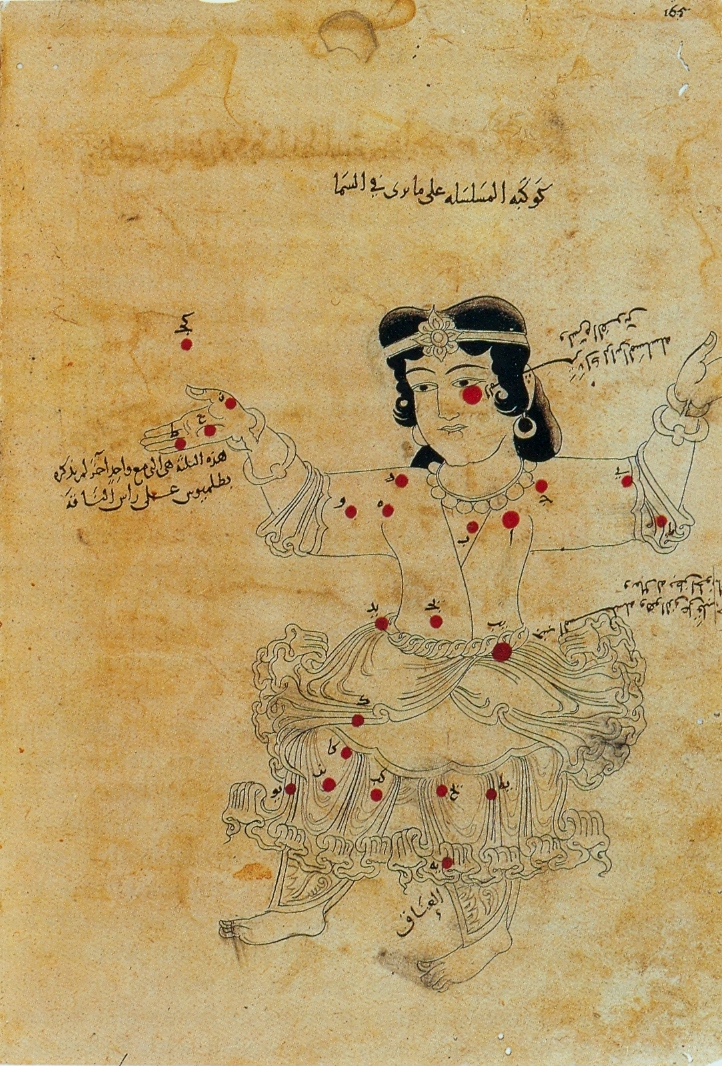
La constellation d'Andromède dans le Traité sur les étoiles fixes d'Al-Soufi, f.165

Le premier manuscrit arabe illustré encore conservé est un ouvrage daté du XIe siècle, il s'agit du Traité sur les étoiles fixes d'Al-Soufi, daté vers 1009 (Bibliothèque Bodléienne, Marsh144). Cet ouvrage d'astronomie a été copié par le fils de l'auteur lui-même, d'après des modèles qui existaient déjà au siècle précédent. Il faut par la suite attendre la fin du XIIe siècle pour trouver un essor de la miniature dans le monde arabe, même si de nombreux ouvrages ont sans doute été détruits.

### Les facteurs d'apparition de la miniature arabe
Plusieurs raisons expliquent l'apparition de cet art à la fin du XIIe et début du XIIIe siècle. Plusieurs monarques bénéficient d'un long règne, tels que le calife abbasside An-Nasir ou encore le régent puis roi de Mossoul Badr al-Dîn Lou'lou (1218-1259), contribuant à la prospérité de cette région et à l'émergence d'un riche milieu culturel. Il existe par ailleurs dans cette ville une classe de riches marchands susceptibles de commander de tels ouvrages. Les ouvrages encore aujourd'hui conservés correspondent à la fin de cette période de prospérité, la première moitié du XIVe siècle.
Cette société montre un grand intérêt pour le théâtre et particulièrement pour les marionnettes et le théâtre d'ombres. L'apparence des personnages représentés dans les miniatures rappellent les figurines de ces spectacles. Par ailleurs, l'époque connaît un grand engouement pour les séances ou Maqâmât d'Al-Hariri, des contes mettant en scène un personnage de bouffon à qui il arrive de nombreuses aventures. La conjonction de ces centres d'intérêt peut expliquer la commande de manuscrits illustrés de ce texte. Il explique aussi la naissance d'une peinture de genre, attachée à représenter avec réalisme les détails de la vie quotidienne de l'époque dans l'illustration des textes. Enfin, cette émergence de l'image s'explique aussi par l'affaiblissement de l'interdit de la représentation figurée dans les arts à cette période.

## Influences
L'art figuratif est connu des Arabes depuis l'époque préislamique. On retrouve ainsi, dès les premières périodes de l’histoire islamique, de nombreux exemples de représentations figurées tels que des fresques et des reliefs d’humains et d’animaux ornant les palais de l’époque omeyyade, comme sur la célèbre façade Mshatta ou les palais de l'époque abbasside. Un autre exemple sont les Fatimides qui ont alimenté une renaissance dans les arts figuratifs arabes, développant ainsi un style romanesque et raffiné. Aux diverses influences califales s'ajoutent également une influence syro-byzantine à partir du XIIe siècle et une influence persane, que l'on retrouve dans les manuscrits irakiens produits après la prise de Bagdad par les mongols.

### L'influence persane
Plusieurs manuscrits arabes possèdent des frontispices représentant des princes entourés de leur cour. Parmi ces ouvrages, bien que destinés à des roturiers, riches marchands ou autres, certains ont conservé le frontispice des manuscrits persans d'où ils ont été inspirés. Ces portraits de prince représentent des personnages hiératiques et figés. Il s'agit en général d'ouvrages littéraires destinés à la distraction.

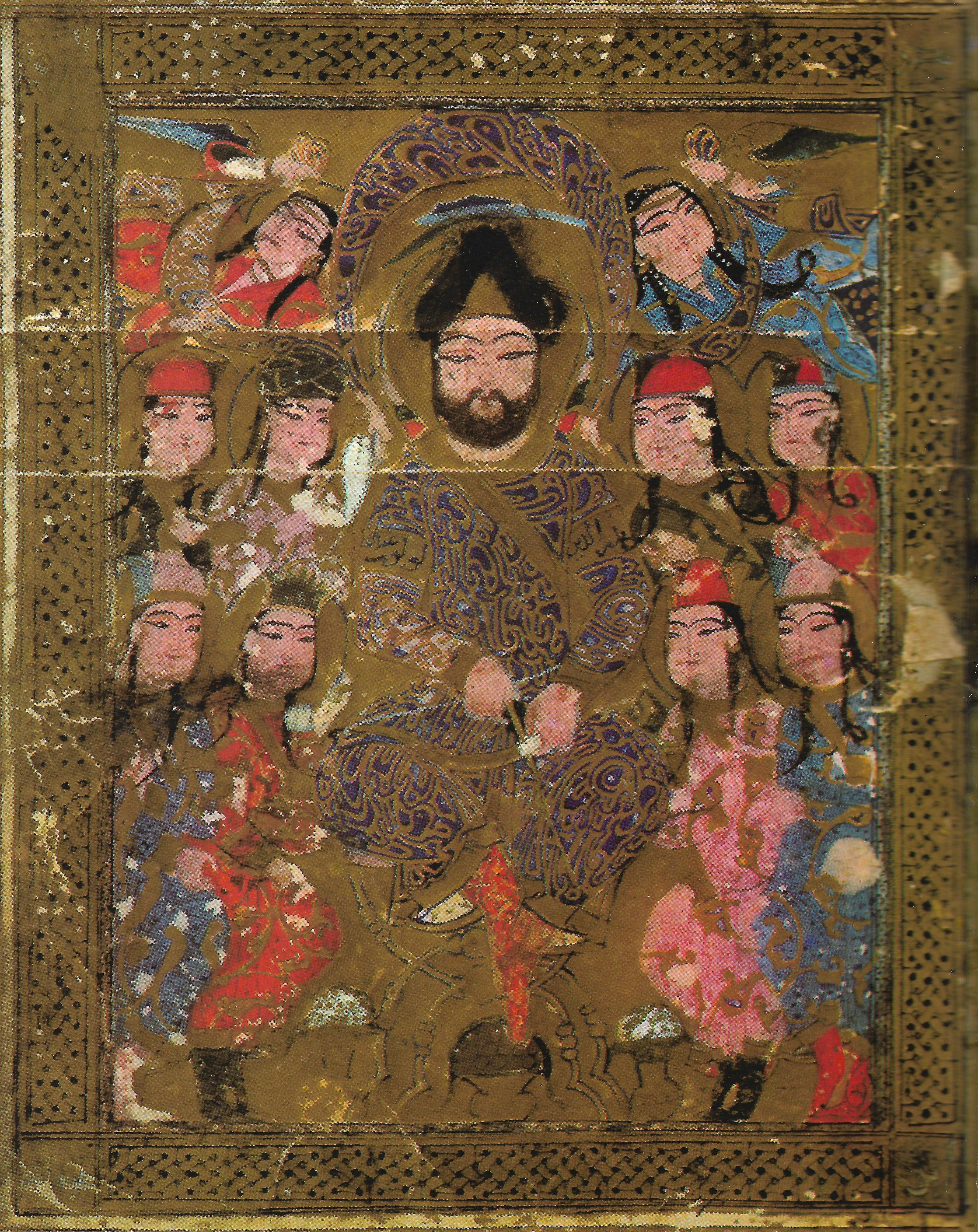
Frontispice d'un manuscrit du Kitāb al-Aghānī, XIIIe siècle

### L'influence syro-byzantine
À la fin du XIIe siècle, une nouvelle influence se fait sentir : il s'agit de la peinture antique venue par le biais de l'enluminure byzantine développée en Syrie. L'iconographie chrétienne est reprise mais adaptée au contexte musulman. C'est particulièrement le cas pour les manuscrits d'origine antique. Le manuscrit de Dioscoride de Topkapi reprend ainsi des modèles tirés de manuscrits byzantins que l'on peut retrouver dans le Dioscoride de Vienne copié à Constantinople au VIe siècle. On retrouve cette influence dans des manuscrits qui sont inspirés de la philosophie grecque, tels que Les Meilleures sentences et les plus précieux dictons d'al-Moubashshir dans un manuscrit de Topkapi qui compile des représentations de penseurs antiques[réf. nécessaire]. Mais on retrouve aussi cette influence dans des manuscrits sans aucun lieu avec la tradition antiques, comme dans plusieurs manuscrits des Maqâmât. Dans le Harîrî de 1222 (BNF Ar.6094), les personnages pourtant en turban possèdent ainsi des traits byzantins et des attitudes proches du Christ ou de ses apôtres.

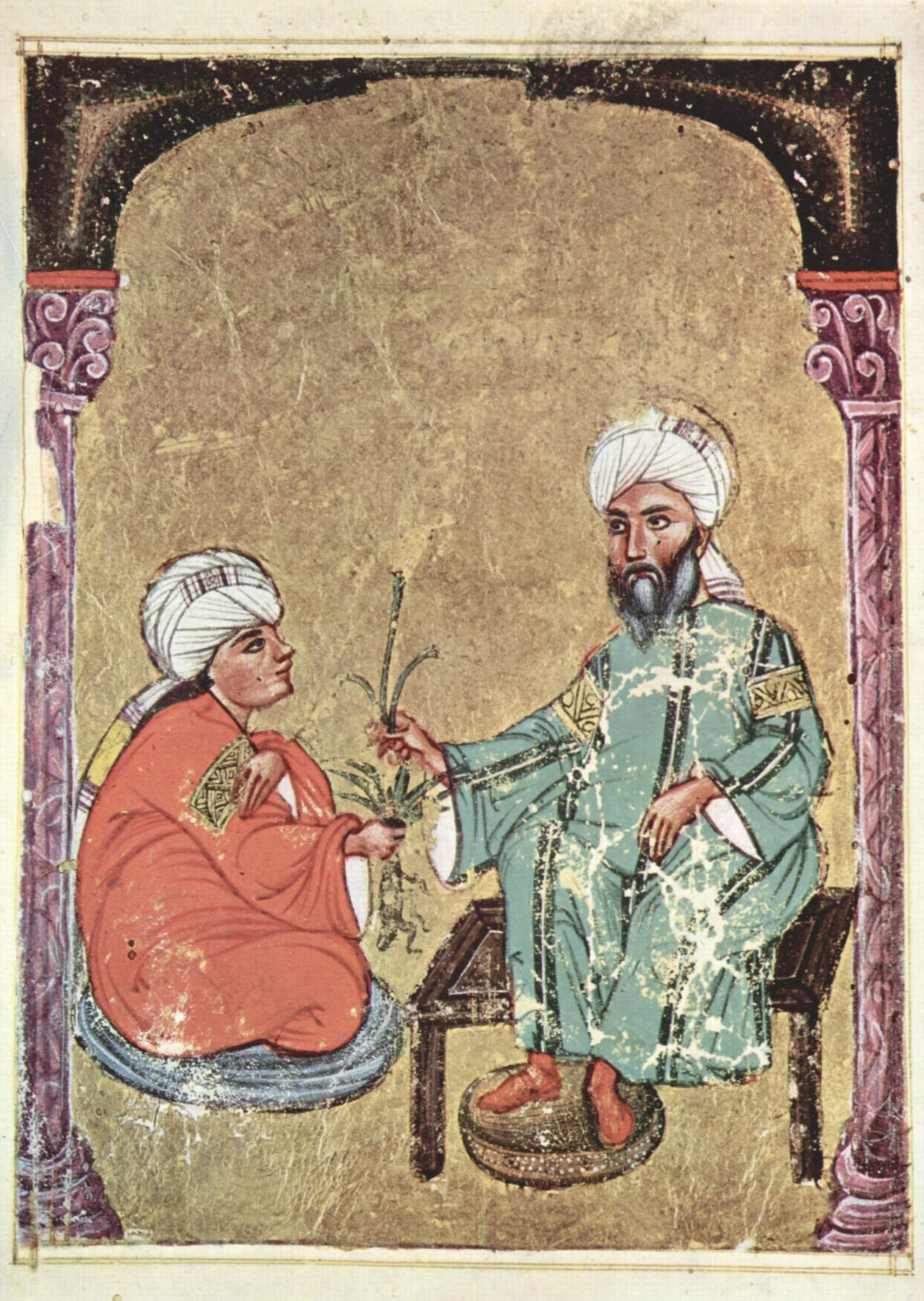
Dioscoride de Topkapi
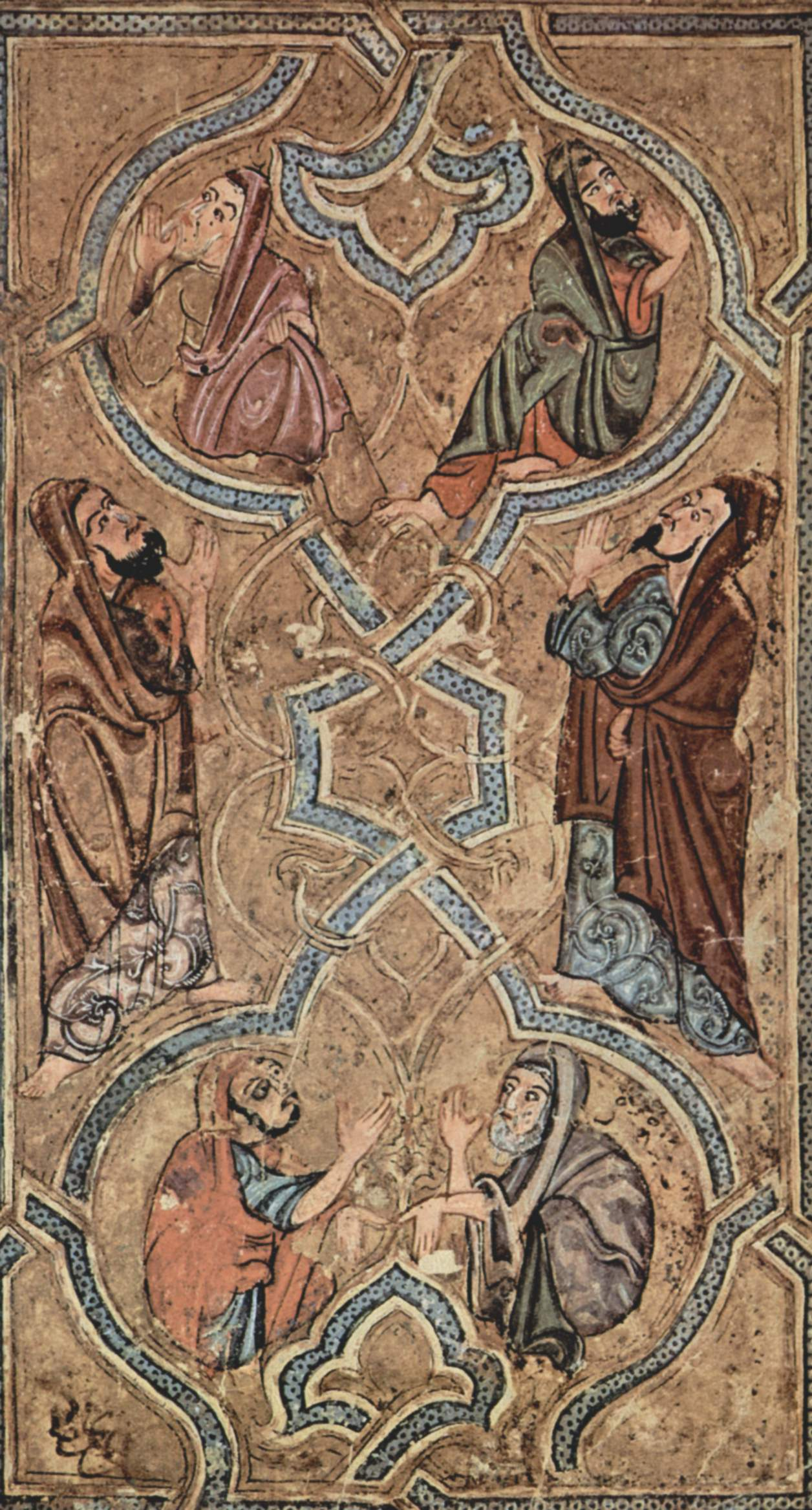
Les Meilleures Sentences et les plus précieux dictons d'Al Moubashshir, Palais de Topkapi.

## Les textes illustrés
Deux types d'ouvrages sont alors illustrés : les livres scientifiques et les manuscrits littéraires. C'est particulièrement à Bagdad, Mossoul et dans le nord de la Syrie que se mettent en place des centres de fabrication de manuscrits, même si l'origine des ouvrages est souvent difficile à déterminer.

### Les manuscrits scientifiques
Le principal domaine dans lequel prolifèrent les manuscrits illustrés sont les ouvrages scientifiques. Il s'agit de bestiaires, la médecine vétérinaire et particulièrement l'hippiatrie comme le Livre de l'art vétérinaire de Ahmed Ibn Hosein. On trouve aussi des livres sur la pharmacopées ou les antipoisons, souvent tirés des textes des médecins antiques. Le livre de la thériaque en est l'exemple le plus fameux, inspiré de Galien. Des livres sur la mécanique et les automates sont rédigés, et notamment le plus célèbre d'entre eux, le Livre de la connaissance des procédés mécaniques par Al-Djazari en 1206, ingénieur du sultan artukide Nâsir ad-Dîn Mahmoud. ainsi que des traités de cosmogonie ou de cosmographie.

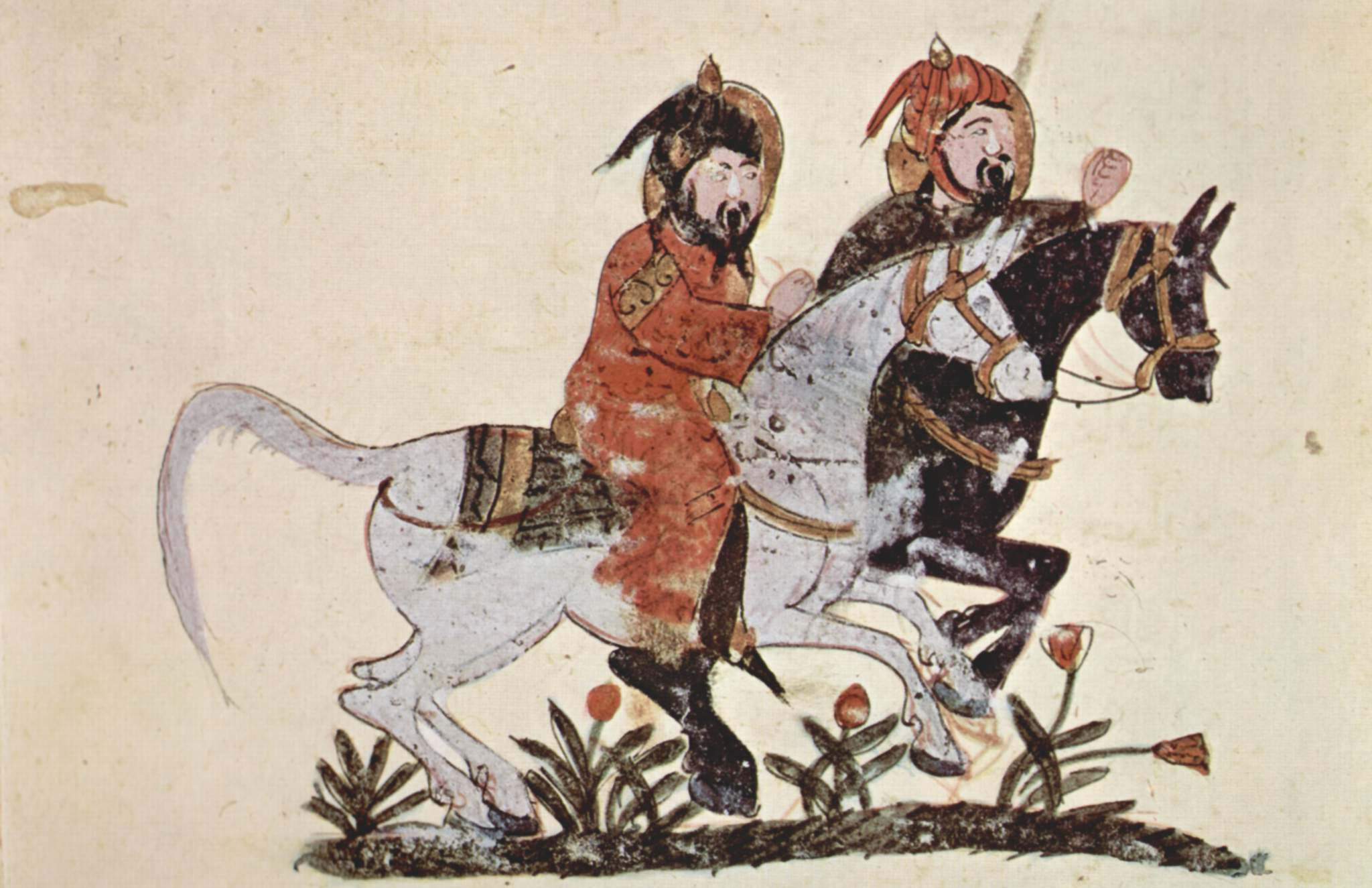
Traité d'hippiatrie, 1210, Palais de Topkapi
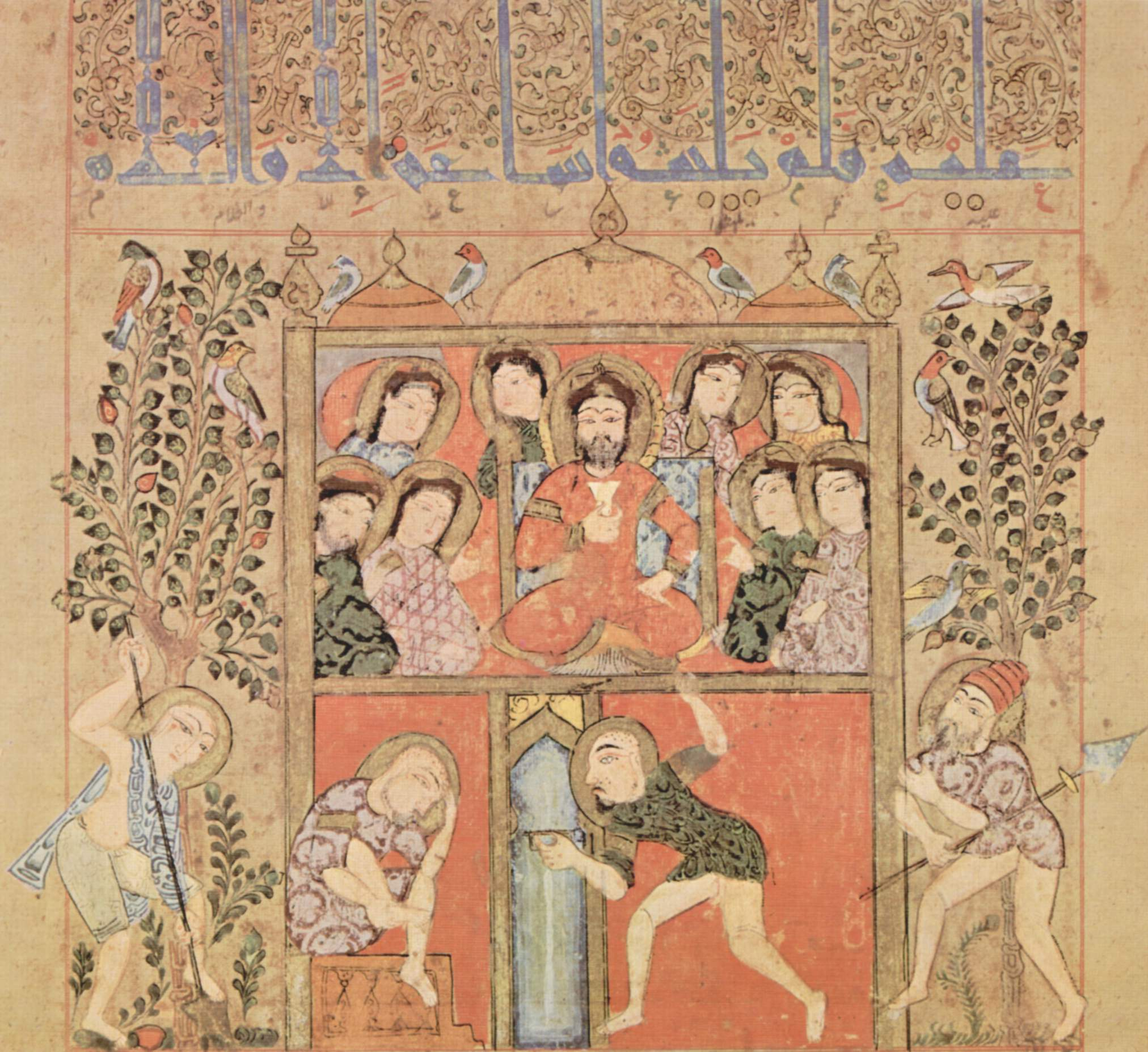
Livre de la Thériaque de Paris, BNF
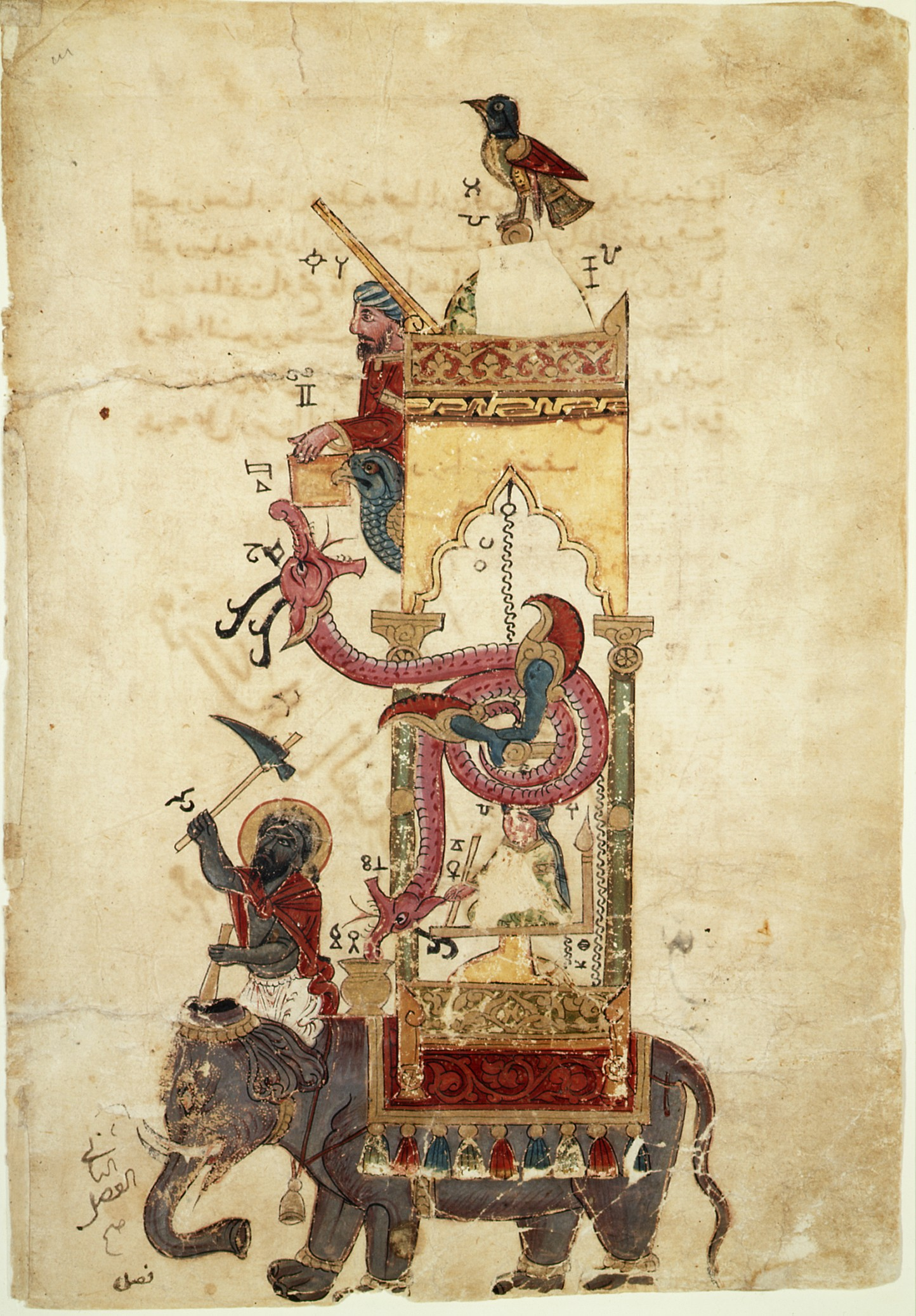
Livre de la connaissance des procédés mécaniques, 1315, Metropolitan Museum of Art

### Les manuscrits littéraires
Les manuscrits des Maqâmât, déjà évoqués, sont l'occasion de déployer une iconographie directement inspirée de la vie quotidienne dans les villes arabes de l'époque. Cette iconographie est aussi tirée de modèles étrangers et notamment indiens, comme dans la représentation de l'île d'Orient du manuscrit Harîrî Schefer. Si les histoires d'amour sont très présentes dans la littérature arabe, seuls deux manuscrits illustrés sont connus, dont le plus célèbre est le Hadîth Bayâd wa Riyâd. Ce dernier a l'autre particularité d'être l'un des rares ouvrages illustrés produits dans le Maghreb ou l'Andalousie de cette époque.

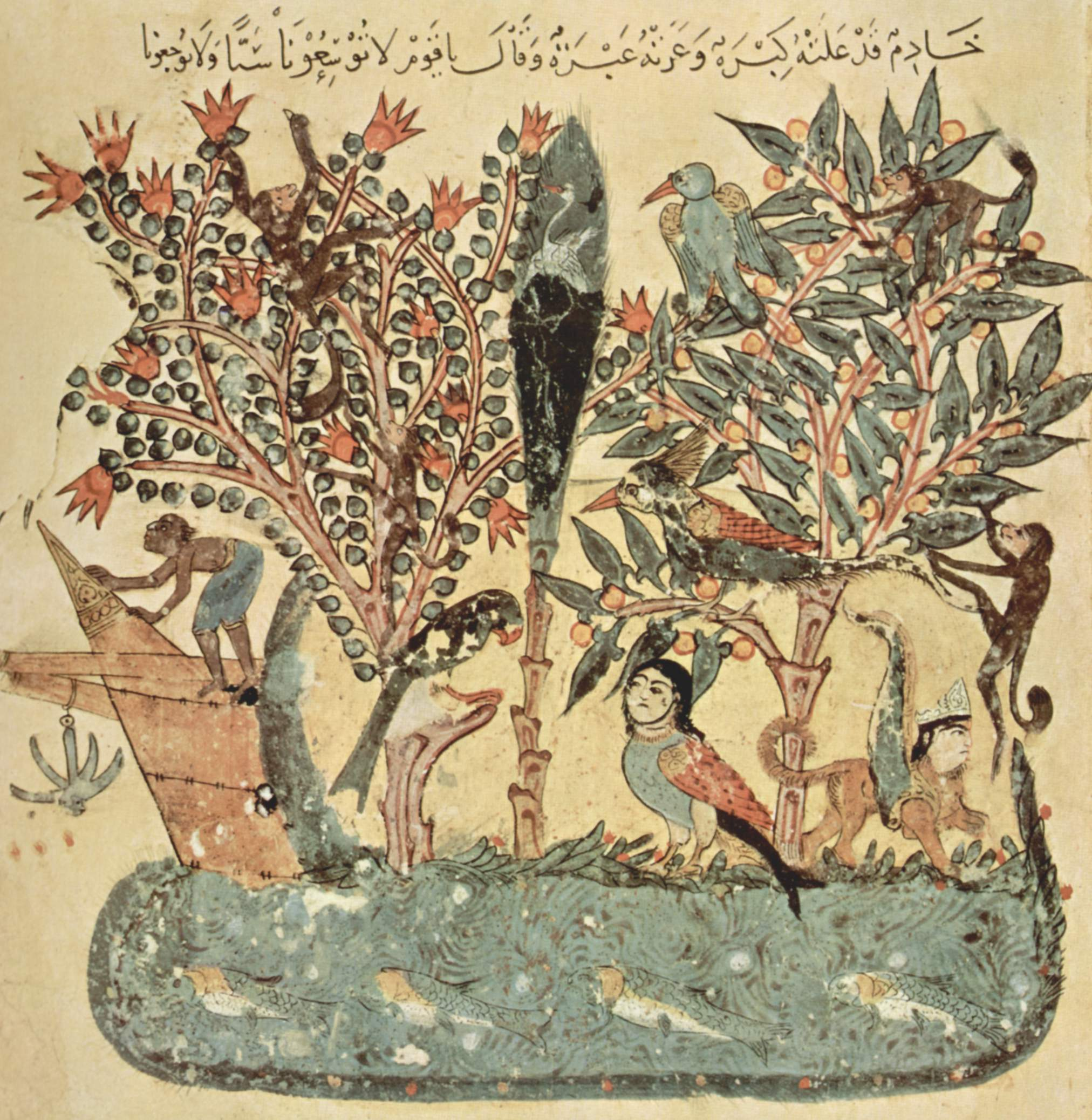
L'île d'Orient de l'Harîrî Schefer, BNF
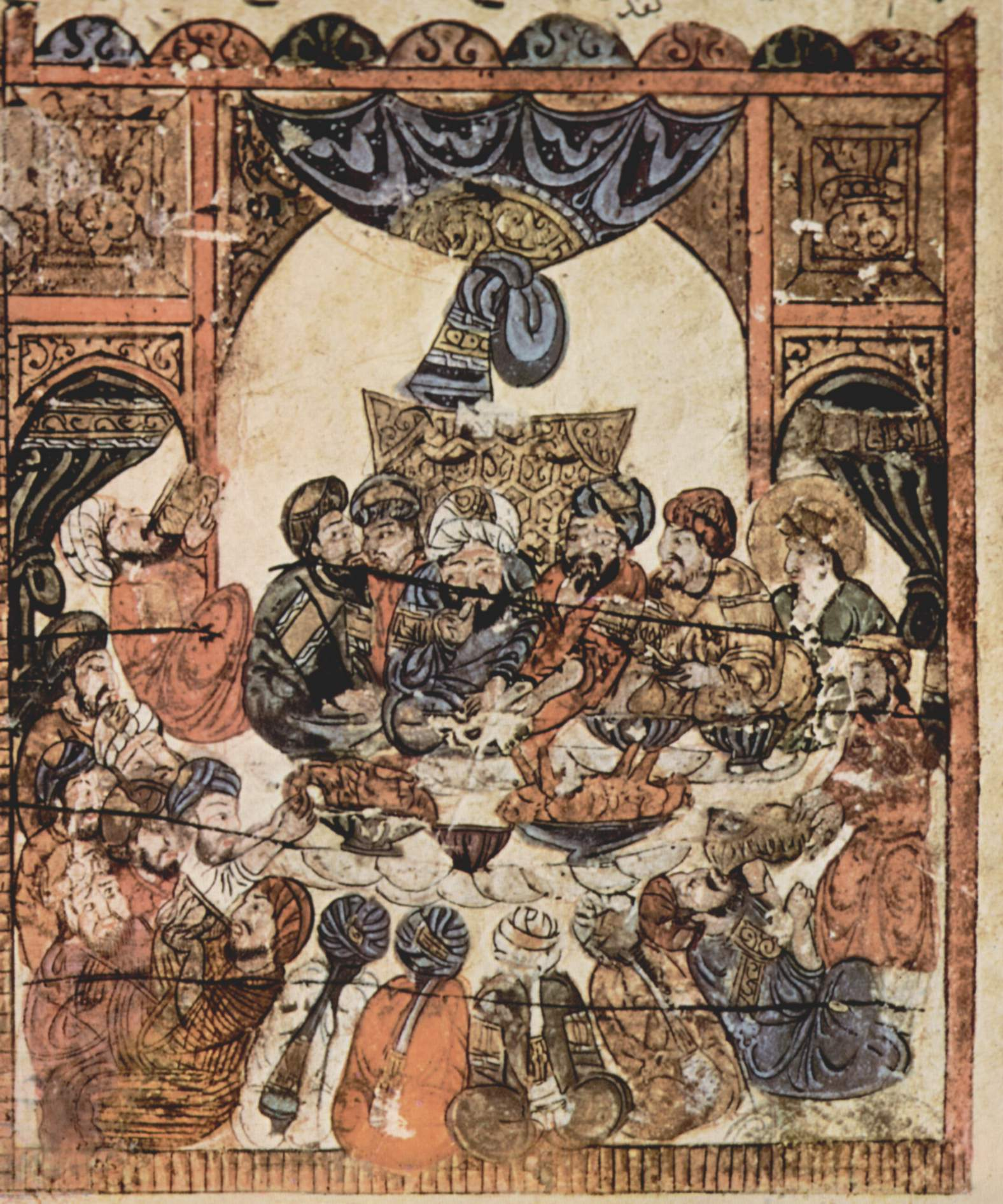
Les Maqâmât d'Harîrî de Saint-Petersbourg
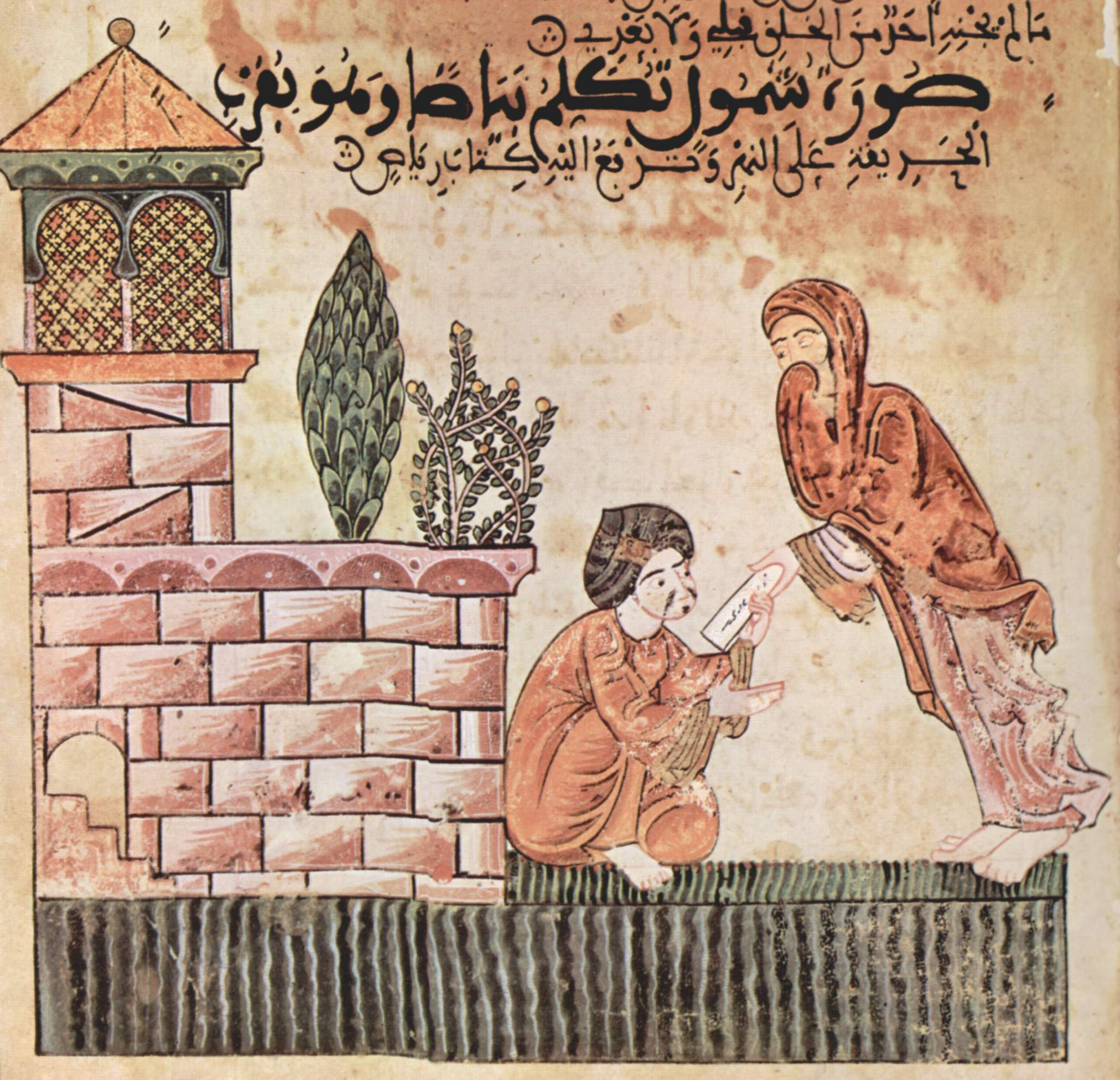
Hadîth Bayâd wa Riyâd, Bibliothèque apostolique vaticane

## Le déclin progressif
La prise de Bagad en 1258 par les armées mongoles marque le début d'un déclin de l'art de décorer les livres. La miniature se prolonge en Syrie et en Égypte, sous domination Mamelouk, cependant, son style y est moins original, plus stéréotypé. Avec la chute des mamelouks, la plupart des pays arabes deviennent des régions périphériques des empires ottomans et perses et seuls les centres de ces empires perpétuent cet art.

### L'influence mongole
Les miniaturistes doivent s'adapter aux goûts des nouveaux maîtres et les mongoles apportent avec eux des influences chinoises. Cette influence se ressent notamment dans le Livre sur l'utilité des animaux d'Ibn Bakhtishu (Pierpont Morgan Library, M.500), les Vestiges du passé de l'université d'Édimbourg (Ms.161) daté de 1307 ou encore Les merveilles de la création et leurs singularités de la Bibliothèque d'État de Bavière (C.Ar.464). Cependant, cet art reste sans lendemain, l'Irak devenant progressivement une région satellite de l'empire perse mongole et le réseau de commanditaires locaux disparait progressivement.

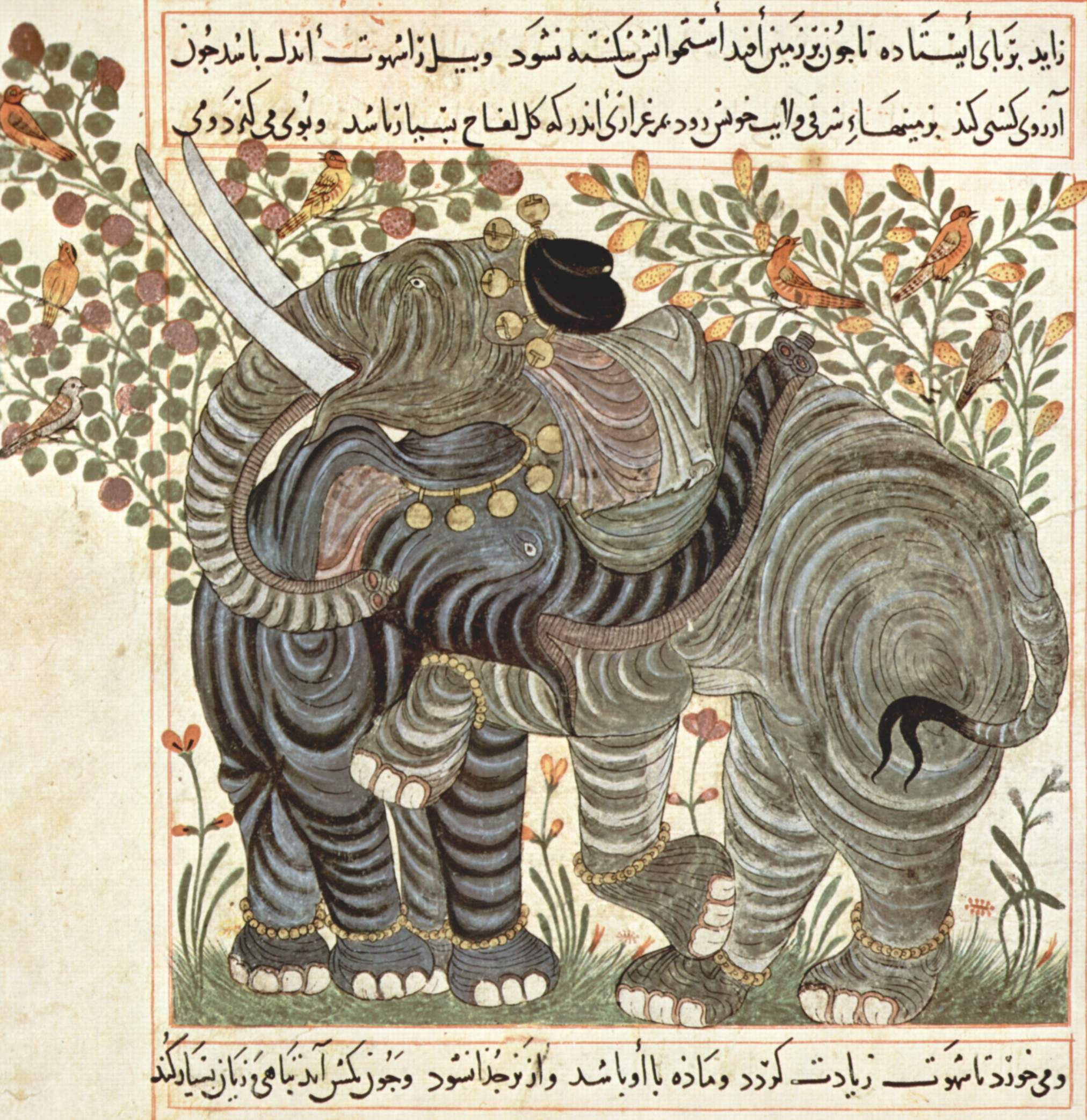
Livre sur l'utilité des animaux, Pierpont Morgan Library
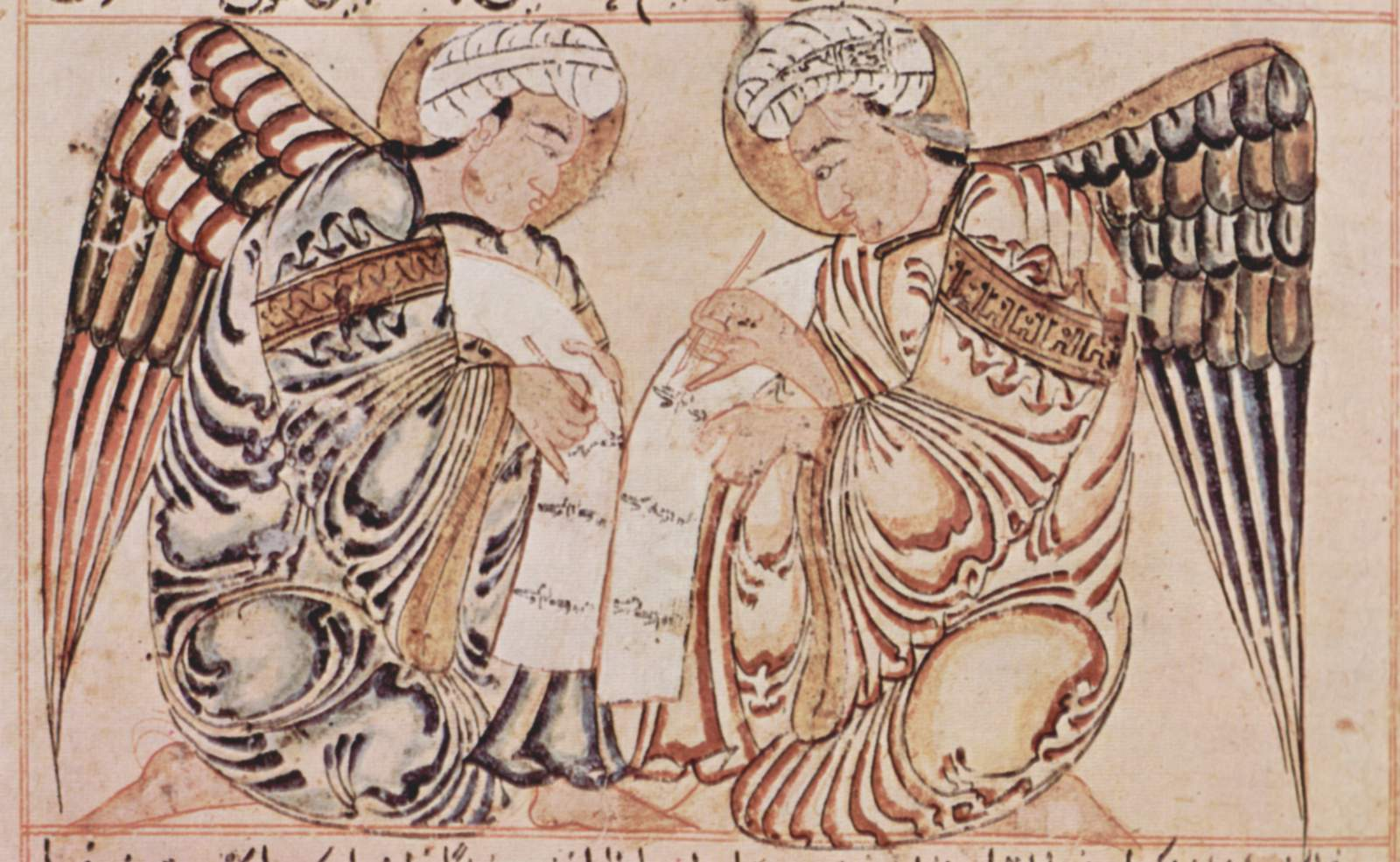
Les merveilles de la création et leurs singularités, Bibliothèque d'État de Bavière

### La miniature mamelouk
La peinture mamelouk marque le dernier renouveau de la miniature dans le monde arabe. L'art mamelouk de l'illustration déploie un style rigide, à l'image du régime qui préside à l'époque en Égypte et en Syrie. Si les sujets traités par les ouvrages se rapprochent de ceux des périodes précédentes (textes scientifiques et littéraires), un nouvel intérêt se crée dans le domaine des traités de guerre. Le formalisme est la principale caractéristique des manuscrits de cette période : les décors sont schématiques et réduits au minimum, des compositions géométriques, des plis de vêtements stylisés. Les traits des personnages reprennent parfois ceux de personnages mongoles, aux yeux plissés, comme l'étaient certains émirs et monarques mamelouks. Le plus ancien manuscrit de ce style remonte à 1273 avec le Banquet des médecins d'Ibn Butlan (Bibliothèque Ambrosienne, A.125 Inf.). L'un des manuscrits les plus exemplaires de ce style est le Maqâmât de Vienne, peint sans doute en Égypte en 1334.

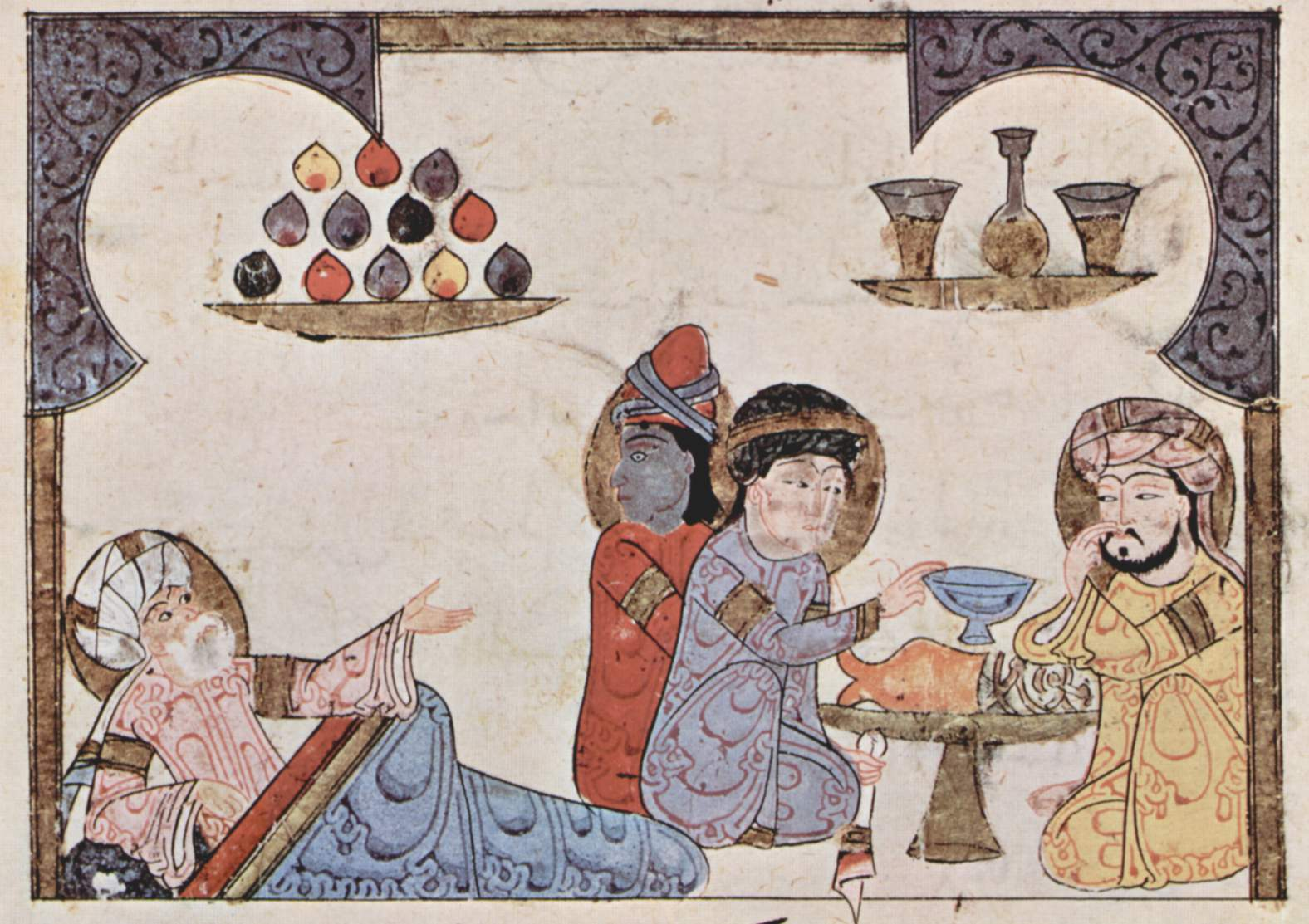
Banquet des médecins, Bibliothèque Ambrosienne
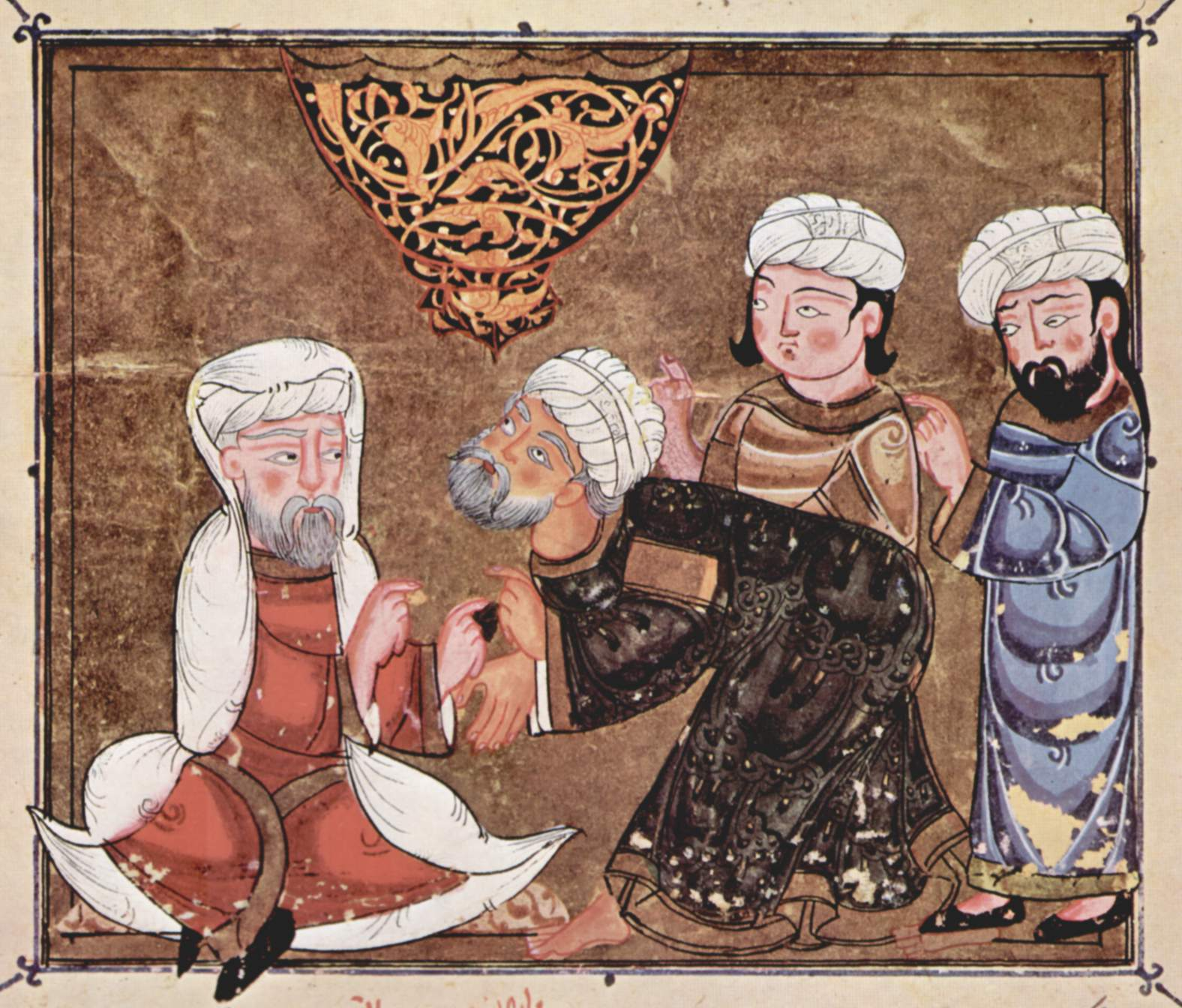
Maqâmât de Vienne

### Les derniers sursauts
L'un des derniers manuscrits arabes illustrés d'importance est un exemplaire des Merveilles de la Création d'Al-Qazwini daté vers 1370 et 1380 à Bagdad (Freer Gallery of Art, 54.33-114). Il montre à la fois des influences mongoles et perses, même s'il reste encore fidèle à l'ancienne tradition arabe. Par la suite, les quelques rares manuscrits encore produits dans cette région perdent leur originalité et assimilent presque totalement le style ottoman ou perse.

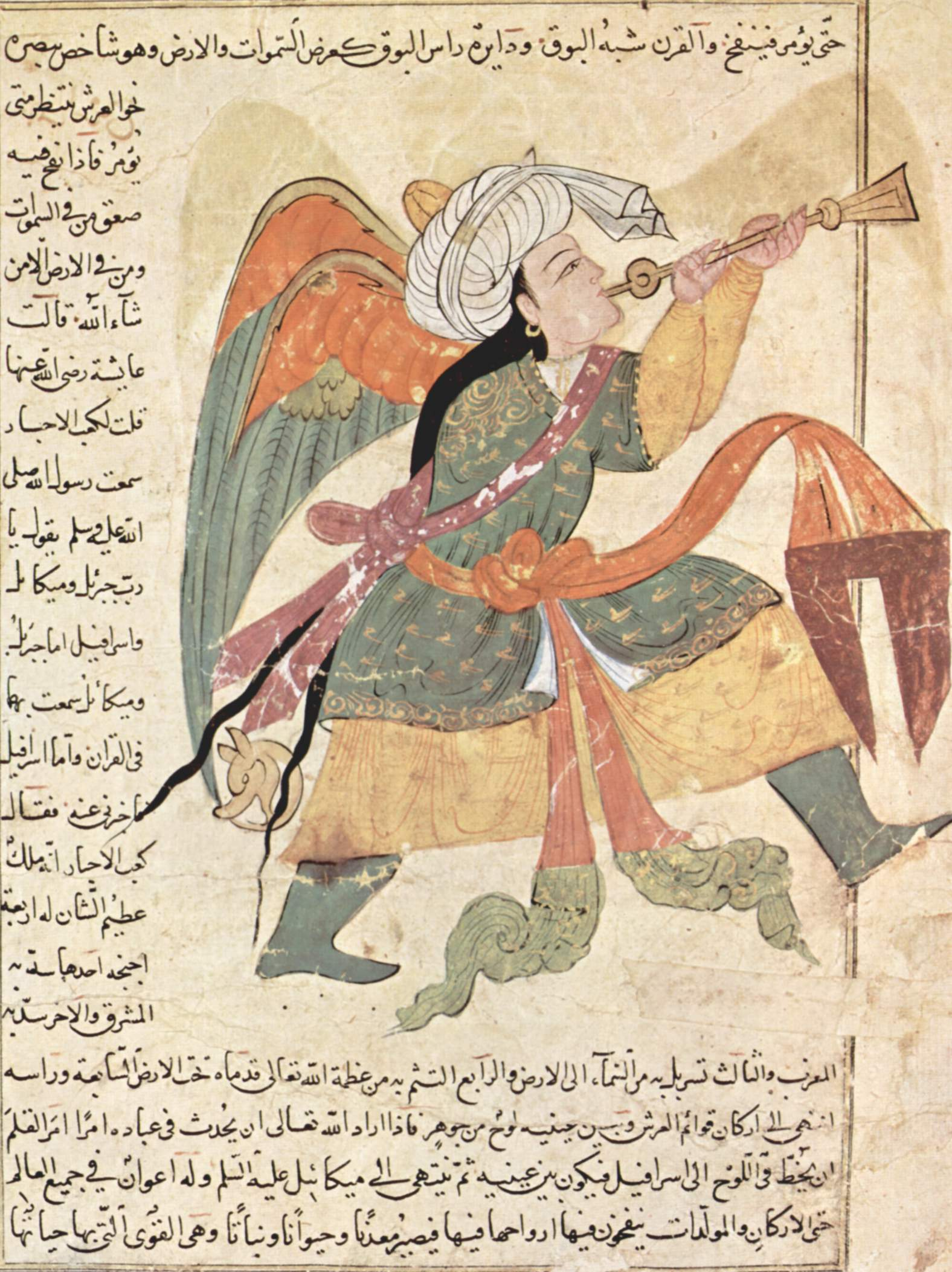
Merveilles de la Création, Freer Gallery of Art
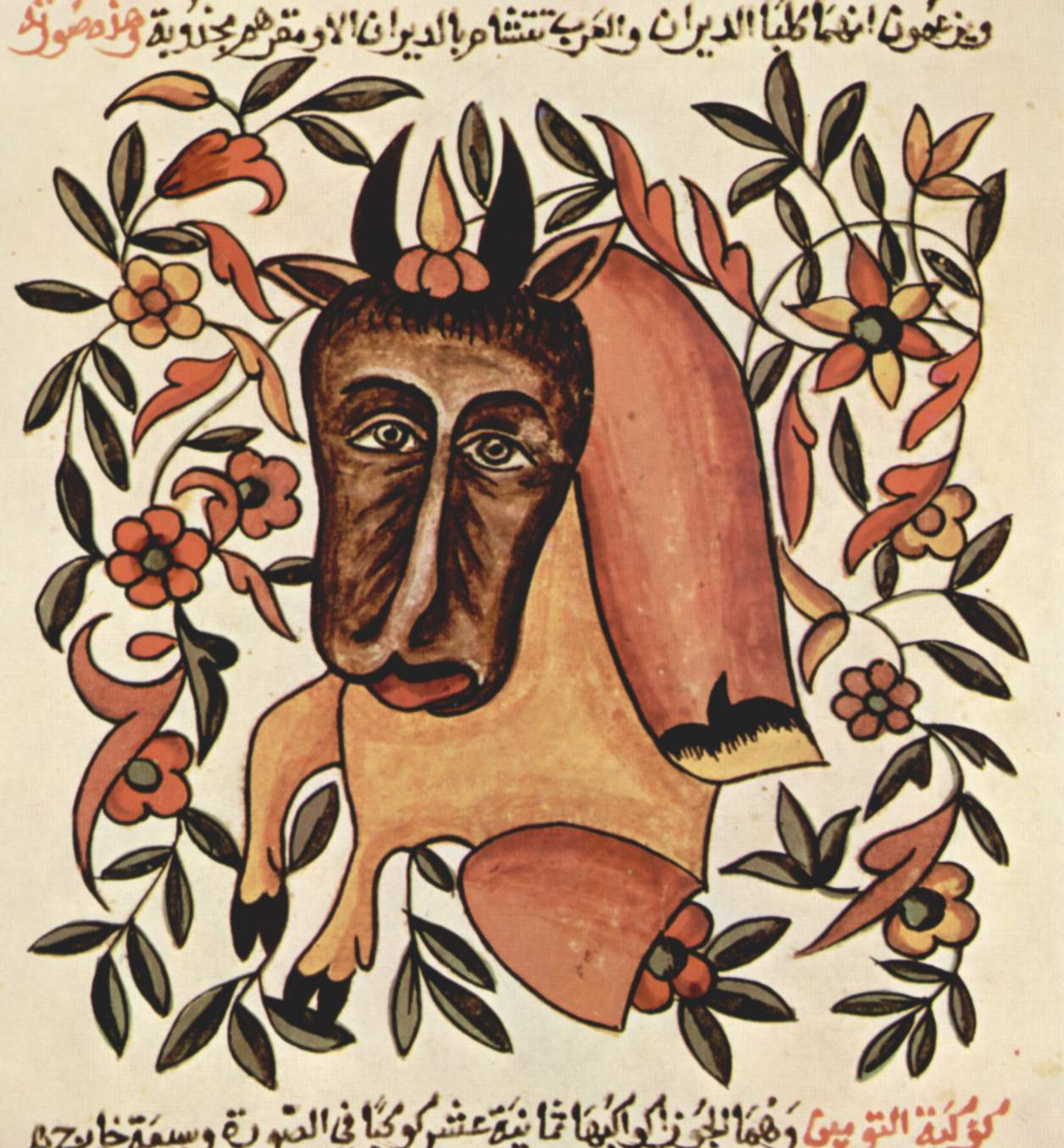
Miniature arabe du XVIIIe siècle.